# Laurisin Miklós

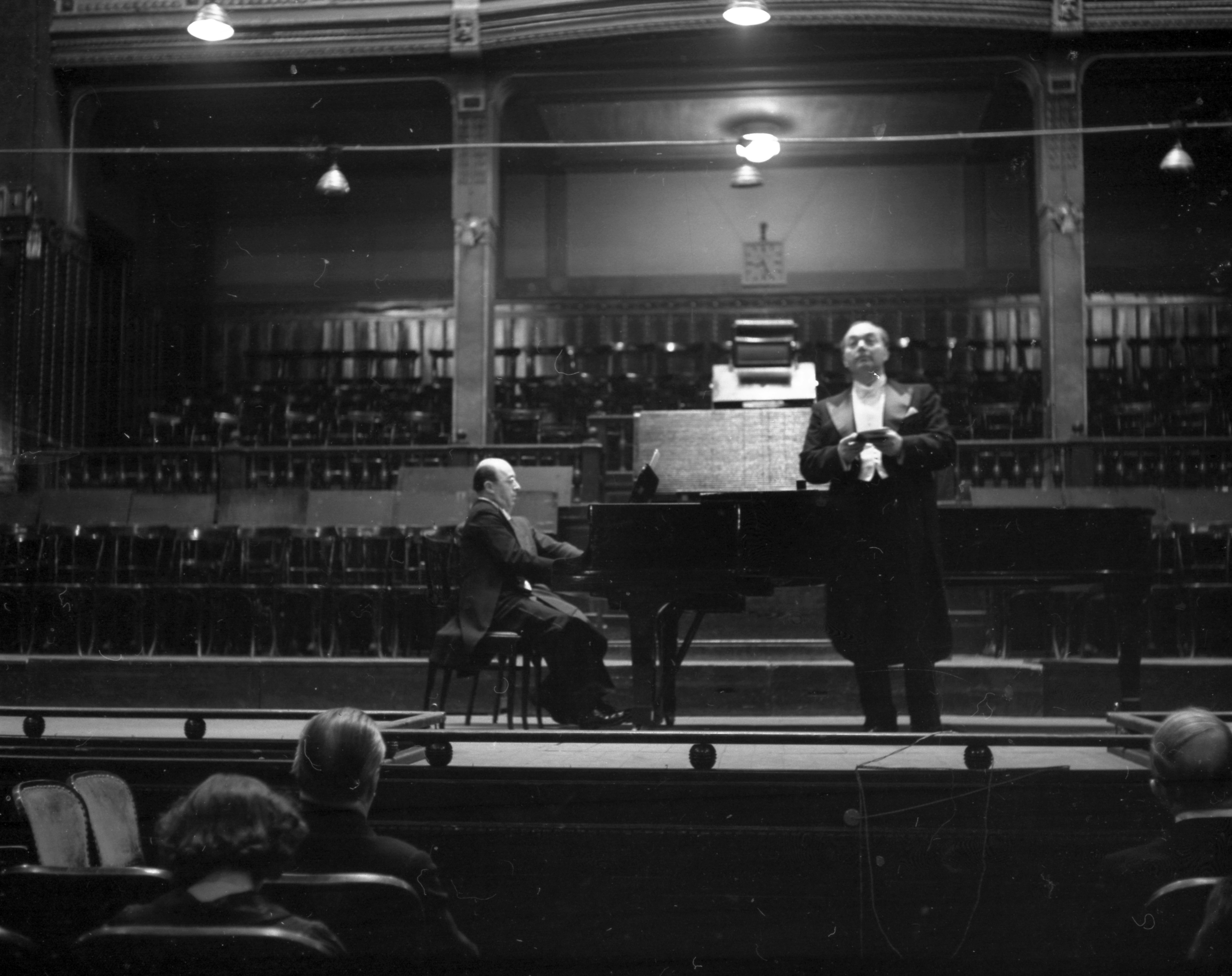
Laurisin Miklós Koréh Endrét kíséri egy zeneakadémiai koncerten (1942)

Laurisin Miklós Dezső (Kalocsa, 1899. augusztus 21. – Budapest, Terézváros, 1949. november 6.) magyar zongoraművész, zeneszerző. Laurisin Lajos operaénekes öccse. 

## Élete
Laurisin Miklós (1864–1945) ítélőtáblai bíró és Fittler Irén (1872–1950) fia. Tanulmányait a Zeneakadémián végezte Siklós Albert és Weiner Leó növendékeként. 1922-től a Nemzeti Zenedében, majd 1924-től a Fodor Zeneiskolában tanított. 1930 és 1946 között a Zeneakadémia zeneelmélet tanára volt. Kamaramuzsikusként, zongorakísérőként egyaránt az élvonalba tartozott. Kompozíciói daljátékok, táncjátékok, színházi és filmzenék, dalok. Debreceni história című művét – amelynek szövegkönyvét Jókai Mór novellája alapján maga írta – Jan Cieplinski koreográfiájával 1943-ban mutatták be az Operaházban. Több költő (József Attila, Petőfi Sándor) versére írt dalokat.
Kétszer nősült. Első házastársa Devich Anna Mária volt, akivel 1922. december 24-én Balmazújvárosban kötött házasságot. 1930-ban elváltak. Második felesége Magyar Ilona volt.

## Művei

### Filmzenék
- Varázsos vizek városa (1934)

- A pusztai királykisasszony (1938)
- Szeressük egymást (1940)
- Megjött a posta! (1940, rövidfilm)
- Az első (1944)

### Daljátékok
- Vidám szüret
- Ludas Matyi

### Táncjáték
- Debreceni história (1943)

### Bábjáték
- Toldi

### Népdal-feldolgozások
- Megrakják a tüzet
- Két szál pünkösdi rózsa
- Gólyamadár
- Anyám, anyám
- Hej, rózsa, rózsa
- Virágos kenderem
- Ha mégegyszer
- Udvarhelyi temetőben